# Ca de conills
El ca de conills menorquí, o també, simplement, ca de conills, és una raça de gos autòctona de Menorca. El seu aspecte és molt rústic, té un gran instint natural per a cercar els conills i és àgil i veloç, per la qual cosa és molt estimat pels caçadors menorquins.

## Història
Per les dades que es tenen actualment, sembla que es tracta d'una població local molt antiga. Estaria integrada al grup de gossos mediterranis d'origen faraònic, dels quals la raça hauria estat seleccionada funcionalment, per a la caça del conill salvatge, antany molt abundant a Menorca. Aquest animal, al contrari que d'altres races autòctones d'altres animals (com l'ovella o la vaca), no ha tingut dificultat en barrejar-se amb altres races de gos, afavorint la varietat i el mestissatge, però també reduint el nombre d'animals de raça pura, que actualment no és molt gran.
Aquest gos està representat a la tomba del faraó Keops (III mil·lenni aC) caçant una gasela. En diuen raça Tesem i en castellà es tracta del 'podenco'.

## Llibre genealògic
Malgrat l'"estima" dels caçadors menorquins per a aquests gossos, encara no tenen un prototipus oficial definit i no existeix de moment cap cens en forma de llibre genealògic per als cans de conills, com sí que existeixen en canvi per a altres races autòctones menorquines i balears. El nombre cans de conills no està ben definit. De moment, la Conselleria d'Agricultua i Pesca de les illes Balears anima a elaborar-ne el prototipus racial no només de cara a la funcionalitat (caça de conills) sinó també a la normalització morfològica i la raça està defensada pel Patronat per a la recuperació i defensa de les races autòctones de les Illes Balears (PRAIB).
A causa principalment de la manca d'un prototipus definit per a aquesta agrupació, hi ha molta variació morfològica entre ells, ja que la selecció s'ha fet fonamentalment segons les necessitats del caçador, amb criteris com l'agudesa visual, d'oïda, d'olfacte o de la seva velocitat.

## Característiques generals
- Grossària mitjana-petita en general, però n'hi ha de més grossos[4]
- Cos allargat, especialment els més petits[4]
- Pell gruixuda[4]
- Pèl de 2 cm a 5 cm de llarg[4]
- Colors marrons-rojencs: el més freqüent és el vermell-taronja clapat de blanc (67%),[1] seguit del marró i foc (14%)[1] i del vermell-taronja sense clapes (10%).[1] N'hi ha també de negres, amb clapes o sense, però són molt minoritaris.[4]
- Palpissos clars[4]

### Cap
- Ample i proporcionat[4]
- Morro recte[4]
- Llavis fins de color rosat[4]
- Bona dentadura, de mossegada en tisora[4]
- Ulls oblics i petits, de color clar (excepte en els gossos negres, que els tenen de color negre)[4]
- Orelles d'inserció baixa, sense pèl interior, grosses i mòbils, es pleguen endarrere en situació de repòs i es posen dretes i endavant quan estan atents[4]

### Cos
- Cos més llarg que alt, en especial els animals petits, a causa de la curtesa de les cames[4]
- Costellam pla[4]
- Línia dorsolumbar recta i forta[4]
- Gropa ampla[4]
- Extremitats fortes i llargues als animals mitjans i curtes, i sovint desviades, als petits[4]
- Peus quasi de llebre[4]
- Ungles fortes i de color clar[4]
- Cua gruixuda i de llargària mitjana[4]